# بنجو
بُنجو، روستایی است از توابع بخش دلوار در شهرستان تنگستان استان بوشهر ایران. این روستا در دهستان بوالخیر قرار داشته و در کرانه‌های خلیج فارس بین روستای خورشهابی و سالم آباد قرار گرفته‌است. بر اساس سرشماری سال ۱۳۹۵ جمعیت آن ۶۷۹ نفر (۱۹۸ خانوار) بوده‌است.

## موقعیت
این روستا در ۷۵ کیلومتری جنوب شهر بوشهر و ۳۵ کیلومتری جنوب شهر دلوار قرار دارد و از جاذبه‌های گردشگری و سیاحتی منحصربه‌فرد از جمله ساحل زیبا و دلنواز خلیج فارس برخوردار است. منتهی‌الیه جنوبی رشته کوه زاگرس نیز در مجاور این روستای دل‌انگیز می‌باشد که در فصل زمستان طبیعت بسیار جالبی دارد.

## تاریخچه
در گذشته روستای خبیدو (بنجو جدید) نزدیک به روستای بنجو، دارای ۱۲ خانه بوده و ساکنین آن‌ها به ماهیگیری، کشت غلات و نخل مشغول بوده‌اند. روستای خبیدو به استناد کتاب تاریخ بنادر و جزایر خلیج فارس نوشته محمدابراهیم کازرونی دارای قدمت زیادی بوده و به وسیلهٔ لنج‌های بادی کوچکی که در این روستا بوده امرار معاش می‌کرده‌اند و در میان روستاه‌های همجوار از شهرت و آبادانی خاصی برخوردار بوده‌اند. مردم روستای جیدون (خیدون) یا همان خبیدو در کنار باغ زندگی می‌کرده‌اند و بعدها این باغ به بنجو معروف گردید. این باغ در جنوب روستا واقع است و مردم این روستا که خود یک روستای مستقل بوده‌اند از آنجا که نزدیک دریا بوده‌اند بعلت پیشروی آب دریا که در زمان طوفان باعث نفوذ آب و تخریب منازل می‌شد و رشد جمعیت به روستای بنجو نقل مکان کرده‌اند.
روستای بنجو دارای یک دره قدیمی به نام دره بنجو و باغ بنجو که در شمال این روستا واقع است می‌باشد که این باغ‌ها اکثراً دارای نخل و کنار است.

## وضعیت اشتغال
از قدیم الایام در روستای بنجو شغل اکثر مردم صیادی و ملوانی بوده‌است که در لفظ محلی به آن جاشو گفته می‌شود و تنها راه امرار معاش این سرزمین با توجه به نبود امکانات کشاورزی همین صیادی ماهی بوده‌است. در سال‌های نه چندان دور بعضی از اهالی روستا در دامنه رشته کوه‌های زاگرس موسوم به کوه مند به جمع‌آوری عسل کوهی که یکی از مرغوبترین عسل‌های کوهی ایران می‌باشد، مشغول بوده و در همین کوه نیز با شکار عقاب و شاهین و از محل درآمد فروش آن به شیخ نشینان خلیج فارس امرار معاش می‌کردند.
در حال حاضر و با تغییر سبک زندگی و افزایش سواد عمومی در روستا بخش اعظمی از اهالی روستای بنجو با توجه به اشتغال کارمندی در شهرهای مختلف به خارج از روستا مهاجرت کرده‌اند بصورتیکه برآورد می‌شود بیش از دو برابر جمعیت روستای بنجو در بیرون از این روستا و در دیگر شهرها و روستاها ساکن باشند و در ایام تعطیل سال تقریباً جمعیت این روستا به دلیل دید و بازدید اقوام به سه برابر آن افزایش می‌یابد.

## جاذبه‌های روستا
با توجه به قرار گرفتن این روستا بین کوه و دریا، در فصل تابستان و بهار ساحل زیبای روستای بنجو محل مناسبی برای شنا و آب‌تنی در آب‌های خلیج فارس می‌باشد، در فصل زمستان نیز با توجه به آب و هوای بهاری منطقه کوه مند فضایی مناسب برای کوهنوردی را فراهم می‌سازد. کلوتهای زیبای این منطقه جلوه خاصی به طبیعت داده‌اند و محیطی مناسب برای عکاس‌های آماتور و حرفه ای را برای تصویربرداری از طبیعت بکر این روستا فراهم می‌سازد. لازم است ذکر شود کوه مند دارای یکی از زیباترین و بزرگترین مجموعه کلوتهای ایران به‌شمار می‌رود. این کلوتها بر اثر فرسایش باد و منطبق با مسیر بادهای غالب منطقه است. تعداد قابل توجهی از این کلوت‌های زیبا مابین روستای چاوشی از شهرستان دشتی و روشتای باشی از منطقه دلوار تنگستان به وضوح قابل مشاهده می‌باشد. کلوت‌های زیبای مند باعث شده‌است سالانه این منطقه بکر شاهد حضور تعداد زیادی از گردشگران، هنرمندان، عکاسان و… در خود باشد.
همچنین امامزاده موسی بن جعفر روستای بنجو نیز با توجه به بازسازی‌های صورت گرفته سالانه پذیرای صدها زائر از مناطق همجوار می‌باشد و با توجه به همجواری با بزرگراه بوشهر دیر و امکانات مناسب به عنوان توقفگاهی امن برای مسافران در ایام سال استفاده می‌شود.